# Nephelistis sabatta
Nephelistis sabatta är en fjärilsart som beskrevs av Dyar 1918. Nephelistis sabatta ingår i släktet Nephelistis och familjen nattflyn. Inga underarter finns listade i Catalogue of Life.